# 淄博实验中学

淄博实验中学地图

山东淄博实验中学 (Shandong Zibo Experimental High School)，简称淄博实验中学或市实验，是中国山东省淄博市张店区的一所公立普通高级中学，前身为耀南中学。始建于1942年，是山东省首批办好的省重点中学、首批省级规范化学校。

## 历史沿革

### 耀南中学
淄博实验中学的前身可追溯至抗战时期成立的耀南中学，一九四二年，中共清河地区（后为渤海地区、惠民地区，今分属滨州、东营、淄博)委员会决定恢复和重建农村教育，并决定以中学的名义成立一所中共预备干部培训学校以向党政军机关提供、储备与培养中层干部。一九四二年八月二十五日，清河区抗日中学成立。首任校长为刘冠甲，副校长为夏戎，党委书记为郝达。一九四三年，中共清河地委为纪念牺牲的八路军山东纵队第3支队司令员马耀南而将清河区抗日中学更名为“耀南中学”。第一年学校有约140人，设两个中学班，一个师范班，第二年学校又加设一个中学班。学校最多时有三百余名学生。一九四三学校曾遭日军焚毁，后校舍重建。经过多次转移和合并后，耀南中学于一九四七年十二月响应中共山东省委“一切服从战争，支援前线”的号召，在蒲台县(现博兴县)高庙李村停办。
一九四八年，国民党军队的局势陷入被动，解放军在山东发动大规模的反攻，国军在山东省仅剩青岛和济南两个据点。在这样的情形下，中共华东局山东分局在益都召开教育工作会议。会后，渤海地区行政公署委托原耀南中学负责人王敬堂筹办耀南中学复校，决定校名改为山东省渤海第三中学，地址位于桓台县邢家泊。中华人民共和国成立后，学校改名为“山东省桓台中学”。一九五一年，学校将校址由桓台迁至张店，并更名为“山东省张店中学”。

### 五中时期
1955年新学期，学校正式更名为“山东省淄博第五中学”，增设高中部,并同淄博一中、淄博六中和桓台一中一同被山东省教育厅确定为“省重点中学”。
文化大革命爆发以后，淄博五中绝大多数教职工被批斗，学生停课闹革命。1968年，军宣队进驻五中，对学校进行军管，学校成立了革命委员会，废除了校长制，而后陆续有工宣队进校，在1969年初学校更是一度更名为“新华五七战校“。1976年怀仁堂事变后，工宣队逐步撤离了学校，学校恢复校长制，并被恢复为省重点中学。文革后，淄博五中加强了党支部对学校的领导。1989年由胡耀邦去世引发的六四事件亦影响到淄博，淄博市民在中心路爆发游行示威。但即使在四月底五月初，国家机关和国企工作人员也大范围参加示威的情况下，淄博五中也没有教职工或学生参与淄博市区的游行。此后二十年，淄博五中稳步发展，陆续被评为山东省首批办好的重点中学，山东省文明学校，山东省省级规范化学校。
1996年，为了迎接新世纪的到来,淄博市政府决定对主城区西部进行开发,建设淄博新城区，其中一个重要子项目就是在西部城区筹建一所新高中。1996年六月三十日，淄博市政府召开第49次常务会议，会议决定建设淄博实验中学,由淄博五中实施筹建。同年十月，淄博实验中学的校舍奠基工程在张店区马尚镇举行,一期工程于次年十二月二十四日竣工。
1997年8月，淄博实验中学开始招收第一批学生, 同时淄博五中高中部停招,但军训与上课地点仍然在老五中。1997年10月初，淄博实验中学第一届学生正式在新校区上课，这批学生在2000年毕业。

### 淄博实验中学时期
在搬离淄博五中后，淄博实验中学仍和淄博五中保持联系，学校称："淄博五中和淄博实验中学同根相生，亲如一家。"淄博实验中学成立后曾进行过一次扩建，新建了一座综合教学楼,俗称红楼。2004年，程德权调至淄博实验中学担任校长，此后淄博实验中学逐渐成为淄博市乃至山东省最具影响力的高中之一。2005年淄博实验中学曾短暂成立民办初中部，但在2009年由于淄博市政府禁止公立学校私办民办学校而废除。2014年，淄博实验中学的级部主任董立木因涉嫌受贿被调查，后被判处十年有期徒刑。2016年程德权同志提前一年退休,不再担任淄博实验中学的校长，由淄博市教育局原副局长、党组成员赵泮利同志接任。

## 学校概况

### 教学质量
淄博实验中学高考一本录取率长年以来在山东省名列前茅。2016年，全校一本录取人数为1143人，一本上线率为72%，本科录取人数1504人，上线率94%，有9人被清华北大录取。淄博实验中学还是清华大学领军计划学校之一，并拥有一个北京大学中学校长实名推荐名额。2016年，全校有52人获得各高校自主招生降分录取资格，有64人被国外知名高校录取，成绩创下历年新高。
淄博实验中学学科竞赛成绩优异，在信息学和生物学以及其他学科竞赛中相继取得优异成绩。学校先后被命名为山东省生物奥林匹克学校，和物理竞赛十佳优胜学校。
淄博实验中学国际部办学卓有成效，每年都有学生进入美国前五十名大学入读。

### 荣誉
1. 2008年北京奥运会期间，因学校表现优异，获得“北京2008奥林匹克教育示范学校”称号。
2. 2020年6月17日，获得2020年度“全国青少年人工智能活动特色单位”称号。
3. 2020年11月，评为“第二届全国文明校园”
4. 1999年9月，评为“山东省参加第十六届全国中学生物理竞赛十佳优胜学校”
5. 2020年9月，评为“第三十七届全国中学生物理竞赛金牌学校”
6. 2021年9月，评为“第三十八届全国中学生物理竞赛金牌学校”

### 校园

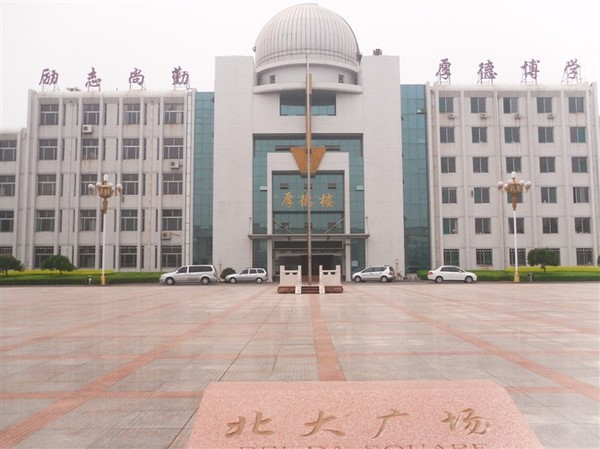
厚德楼前的北大广场

#### 综述

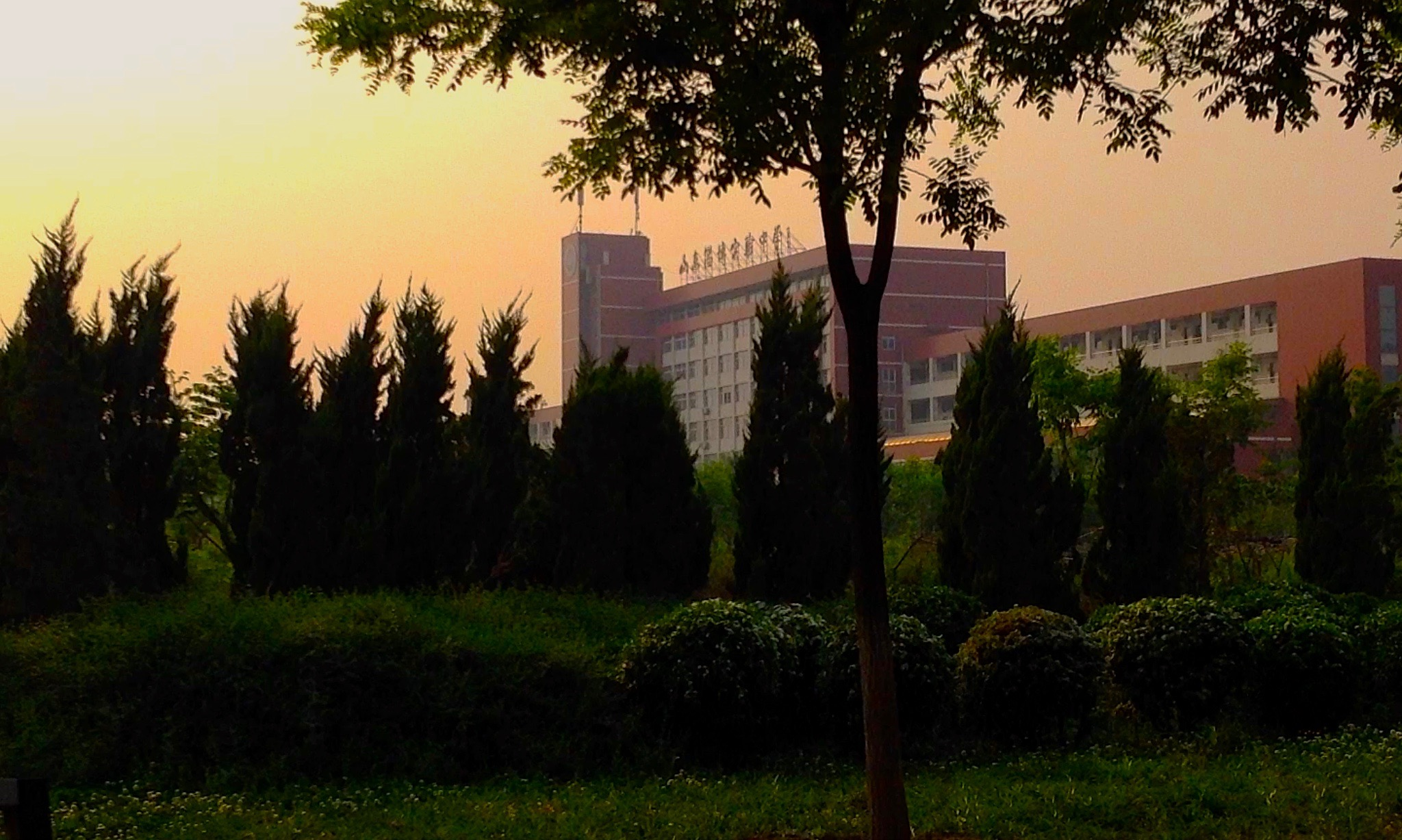
致远楼

截至2015年，淄博实验中学占地330亩，总建筑面积为10万平方米。学校有四个主要大楼，分别是厚德楼、励志楼、尚勤楼、致远楼。其中厚德楼是一座集实验楼和办公楼为一体的综合楼，而励志楼是高一级部和高二级部的主要教学楼，尚勤楼内设有多媒体教室、录课室、校本课程室等，校医务室和图书馆也位于尚勤楼。高三级部的学生和高三级部主要教职员工全部位于校园南部的致远楼（学生老师多称其”红楼“）。成立于2009年的淄博实验中学国际部也位于致远楼。

#### 生活设施
学校为学生住宿提供便利，设有两座宿舍楼，学生浴室，超市和食堂。学校食堂有两层，位于校园西部，以小炒为主，兼有米线、拉面、煎饼果子等小吃，还设有专为高三级部使用的高三食堂。校园内主要道路皆以世界各地知名大学命名，如清华路、哈佛路等。在学校北大门后有一座大型广场，名为北大广场，可以供一个级部近两千人进行升国旗仪式。
学校设有风雨操场、篮球场和乒乓球场，全部位于校园东部。除此以上建筑外，在校园的东北角还设有一座综合体育馆，可容纳两个级部三千多人进行集体集会。此外学校还有一座学术报告厅，学校常会在此邀请嘉宾进行学术报告，此外学校英语节的晚会也会在此举行。

#### 扩建
2016年，经过多年的争取，淄博实验中学得到了校园以南，南京路以西，齐林电力公司以东，总面积达到5.0930公顷的规划用地以进行扩建工程，根据淄博市规划局发布的《淄博实验中学扩建项目选址意见书》，此次扩建工程将包含一座新教学实验办公综合大楼，一座新宿舍楼，一座地下停车场，新的田径场和其他室外体育设施，规划建筑面积近四万平方米，新增校舍达30个班。届时预计淄博实验中学可能会面向淄博主城区进行扩招。

### 人员
淄博实验中学有教职工434人，其中高级教师104人，中级教师173人，专任教师377人，省特级教师2人，市特级教师和淄博名师共7人，有127人具有全日制硕士研究生学历。
淄博实验中学有学生近五千人，包括国际部近三百人，学生通过高级中等学校招生考试择优录取，淄博实验中学的录取分数线是所有淄博市区的高级中学中最高的。学校官方称："学校每年招生1560人"，但实际上在2015年以前每年基本上都有超收学生的情况发生。

## 学校文化

### 人文景观

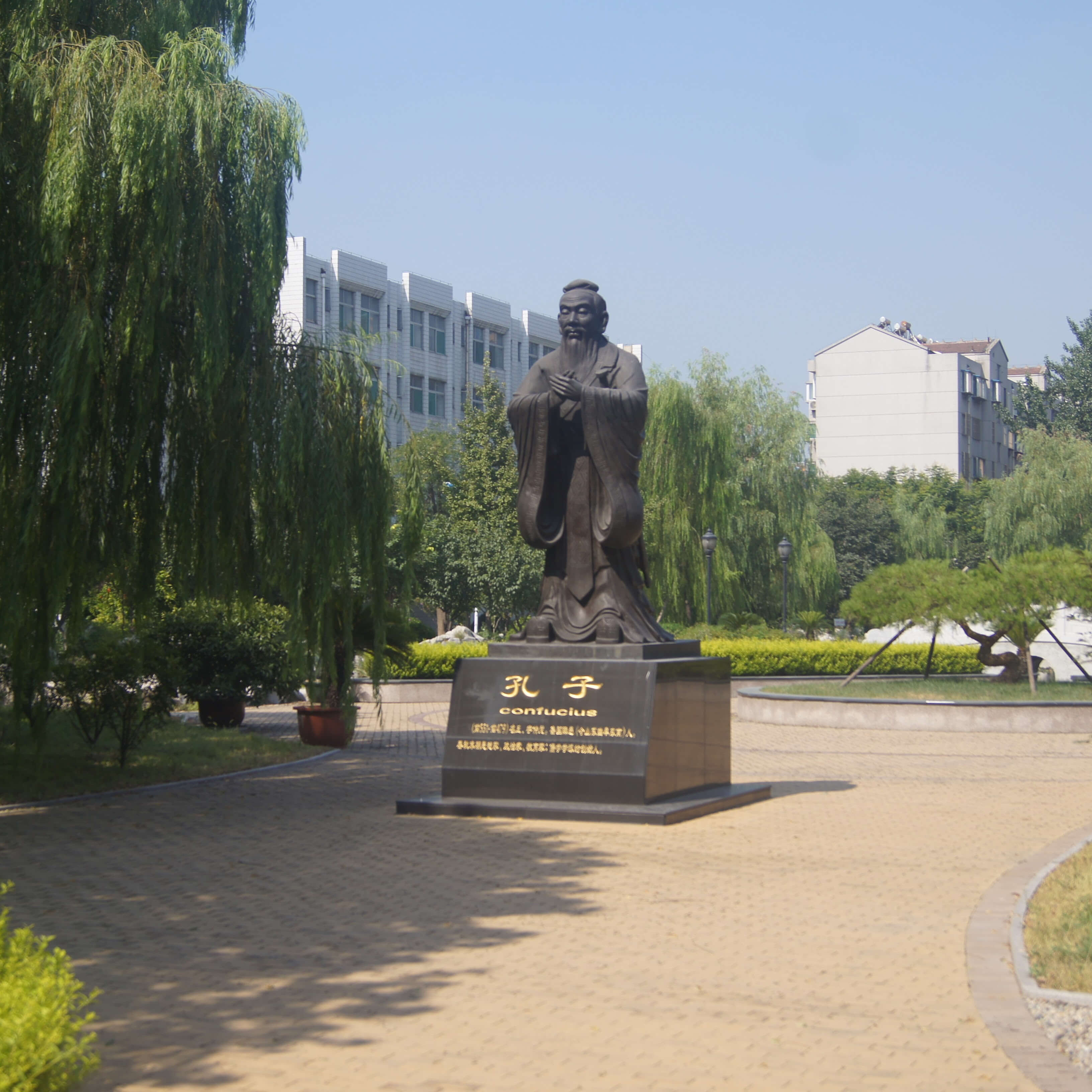
儒园内的孔子像

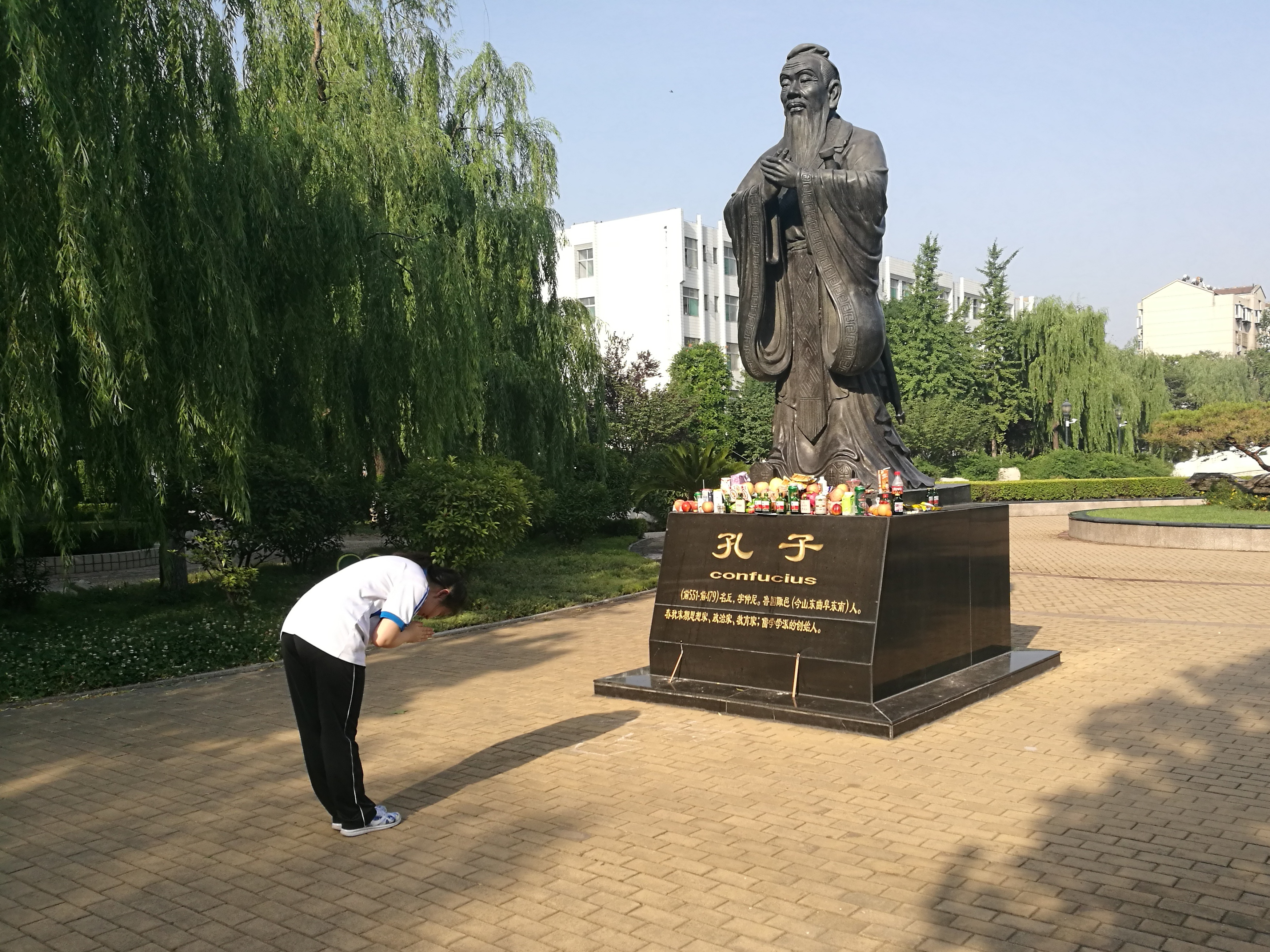
2018年6月6日，高考前一天，学生参拜孔子像

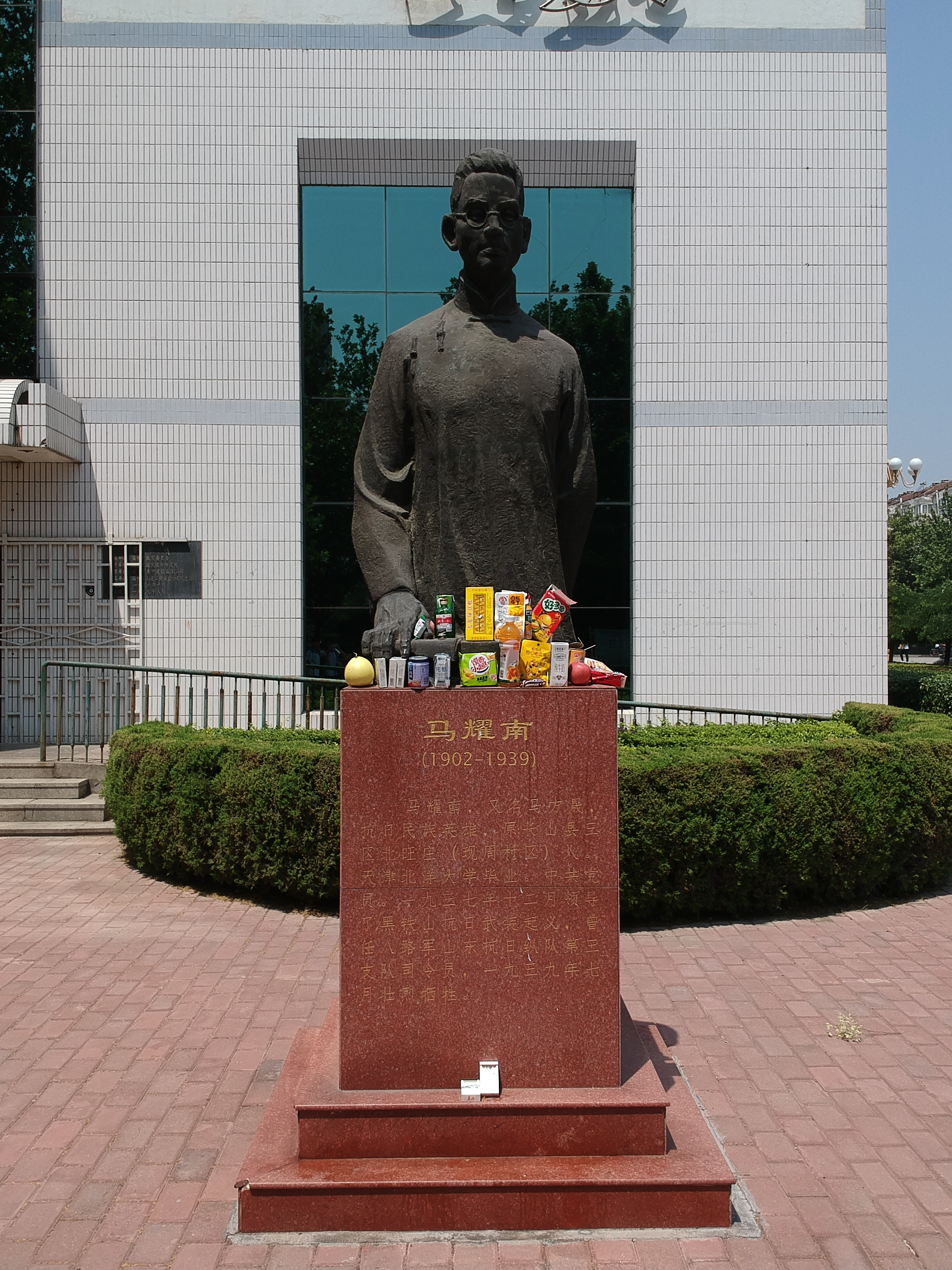
2018年6月6日，高考前一天，马耀南像前摆放的零食

淄博实验中学注重学校文化建设，为彰显学校的历史渊源，学校设有马耀南塑像，校园内有儒家文化石，还设有一座校内公园——由一座名为“星湖”的人工湖和人造园林“儒园”组成。在星湖上有一座石拱桥“月桥”，儒园前有一座孔子像。自2015年以来，高考前夕常有大批学生参拜孔子像、马耀南像。他们通常会在雕像前摆满零食、饮料等物品，以期高考顺利，这已经成为淄博实验中学长期流传的传统。

### 学生社团
学校有大量学生自建社团，统一由学生工作处和学生会进行管理，其中多个社团在全国性比赛中获得奖项。学校官方亦常年举办其他文化活动。大多数社团有自己定期或不定期出版的刊物，出版经费多来自淄博市部分课外教育辅导机构的广告赞助。
主要的学生社团有：
编程社
清风摄影社
风雨编辑部
稷下学宫
广播站
幻奕话剧社
国学社
尚梦模联社（模拟联合国）
“顶级创造”机器人社
青藤棋社
生物社
心理社
启明漫研社
Magic化学社
焚薪生存社
十一班抽象社

## 网站链接
- 淄博实验中学